# Принцип організаційної деградації
При́нцип організаці́йної деграда́ції, висунутий Г. Ф. Гільмі (1966) принцип, згідно з яким,
|  | … якщо рівень організації індивідуальної, окремо взятої системи перевершує організаційний рівень середовища, то перетворення енергії, що відбуваються в системі, поступово руйнують структуру системи і, зрештою, настає розпад системи. |

Сьогодні з досить великою впевненістю можна сказати, що техносфера викликає деградацію природного елемента соціобіотехногенного цілого, а, як підтверджує Д. Ж. Маркович, «деградація одного компонента раніше чи пізніше веде до деградації іншого».